# ABC Circle Films
Ne doit pas être confondu avec ABC Pictures.
ABC Circle Films était la société de production de cinéma et de télévision de ABC. Le nom de cette société provient du logo conçu en 1962 pour ABC, baptisée sobrement ABC Circle, est formé des lettres abc en minuscules dans un cercle noir.

## Historique
Le 27 mars 1954 American Broadcasting Company crée une filiale nommée ABC Films Syndication Division pour la syndication et la production en interne d'émissions, présidée par George Shupert. Elle est rapidement nommée ABC Films dans la presse.
En 1959, ABC International crée une société nommée WorldVision Enterprises pour la syndication à l'international. En 1961, George Shupert quitte ABC Films pour la 20th Century Fox-TV.
En 1971, la FCC décide que la production et la syndication des émissions ne peuvent plus être faite par la même société. Dès 1972, ABC Films est découpée en WorldVision (syndication) et ABC Circle Films (production). WorldVision est vendue à des responsables d'ABC pour près de 10 millions d'USD.
Parmi ses productions, on peut citer Clair de lune (Moonlighting) et America's Funniest Home Videos (la version originale de Vidéo Gag).
Quand la Walt Disney Company a racheté ABC en 1996, ABC Circle Films a été absorbée par Touchstone Television.[réf. nécessaire]
Cette dernière a été rebaptisée ABC Television Studio en février 2007.

## Production
- 1967 : Come Spy with Me
- 1971 : The Forgotten Man, TV
- 1972 : The Rookies : Pilot épisode 1.0
- 1972 : The Man, TV
- 1972 : No Place to Run, TV
- 1972 : Haunts of the Very Rich (en), TV
- 1972 : Say Goodbye, Maggie Cole, TV
- 1972 : Playmates, TV
- 1972 : Rolling Man, TV
- 1972 : Goodnight, My Love, TV
- 1972 : Chasseur de primes, TV
- 1972 : Reveillon en famille, TV
- 1972 : Pursuit (en), TV
- 1972 : Every Man Needs One, TV
- 1973 : ABC's Wide World of Entertainment
- 1973 : Trouble Comes to Town, TV
- 1973 : The Night Strangler (en), TV
- 1973 : Terreur dans la montagne, TV
- 1973 : Snatched, TV
- 1973 : The Great American Beauty Contest, TV
- 1973 : The Letters, TV
- 1973 : The Bait, TV
- 1973 : She Lives!, TV
- 1973 : Isn't It Shocking?, TV
- 1973 : The President's Plane Is Missing (en), TV
- 1973 : Guess Who's Been Sleeping in My Bed?, TV
- 1973 : The Girl Most Likely to..., TV
- 1973 : Outrage, TV
- 1973 : What Are Best Friends For?, TV
- 1974 : Pray for the Wildcats, TV
- 1974 : Can Ellen Be Saved?, TV
- 1974 : Thursday's Game, TV
- 1974 : The Day the Earth Moved, TV
- 1974 : Trapped Beneath the Sea, TV
- 1974 : The Great Ice Rip-Off, TV
- 1974 : Reflections of Murder, TV
- 1974 : Roll, Freddy, Roll! (en), TV
- 1974 : Judge Dee and the Monastery Murders, TV
- 1975 : Trilogy of Terror, TV
- 1975 : Love Among the Ruins, TV
- 1975 : Huckleberry Finn, TV
- 1975 : Promise Him Anything, TV
- 1975 : The Kansas City Massacre, TV
- 1976 : Griffin and Phoenix: A Love Story, TV
- 1976 : Young Pioneers, TV
- 1976 : Street Killing, TV
- 1976 : The Great Houdini, TV
- 1976 : Cauchemar au pénitencier (en), TV
- 1976 : Young Pioneers' Christmas, TV
- 1977 : SST: Death Flight, TV
- 1977 : Murder at the World Series, TV
- 1977 : ABC Weekend Specials
- 1977 : La Malédiction de la veuve noire, TV
- 1977 : Young Joe, the Forgotten Kennedy, TV
- 1977 : Telethon, TV
- 1978 : Superdome, TV
- 1978 : Three on a Date, TV
- 1978 : ABC Afterschool Specials : The Rag Tag Champs épisode 6.5
- 1978 : Leave Yesterday Behind, TV
- 1979 : The Girls in the Office, TV
- 1979 : Comme un homme libre, TV
- 1979 : Ike
- 1979 : Hot Rod, TV
- 1979 : Marciano, TV
- 1980 : Ike, l'épopée d'un héros, TV
- 1980 : Make Me an Offer, TV
- 1980 : Attica, TV
- 1980 : The Comeback Kid, TV
- 1980 : Mr. and Mrs. Dracula
- 1980 : A Time for Miracles, TV
- 1981 : Des filles canon, TV
- 1981 : Jackie Kennedy, TV
- 1982 : Pray TV, TV
- 1982 : Inside the Third Reich, TV
- 1983 : Who Will Love My Children? (en), TV
- 1983 : Le Jour d'après, TV
- 1984 : Les amazones, TV
- 1984 : My Mother's Secret Life, TV
- 1984 : Best Kept Secrets, TV
- 1984 : Ernie Kovacs: Between the Laughter, TV
- 1985 : The Hearst and Davies Affair, TV
- 1985 : A Bunny's Tale, TV
- 1985 : Clair de lune
- 1985 : Kicks, TV
- 1985 : Des filles de rêve, TV
- 1985 : Plus fort la vie, TV
- 1985 : Embassy, TV
- 1985 : Clair de lune : Brother, Can You Spare a Blonde? épisode 2.1
- 1985 : Clair de lune : Twas the Episode Before Christmas épisode 2.10
- 1986 : Acceptable Risks, TV
- 1986 : Clair de lune : Witness for the Execution épisode 2.15
- 1986 : Triplecross, TV
- 1986 : Long Time Gone, TV
- 1986 : Clair de lune : All Creatures Great… and Not So Great épisode 3.5
- 1987 : Out on a Limb, TV
- 1987 : Clair de lune : Blonde on Blonde épisode 3.11
- 1987 : Clair de lune : Sam & Dave épisode 3.12
- 1987 : Amerika
- 1987 : Clair de lune : Maddie's Turn to Cry épisode 3.13
- 1987 : Clair de lune : I Am Curious… Maddie épisode 3.14
- 1987 : Infidelity, TV
- 1987 : Clair de lune : To Heiress Human épisode 3.15
- 1987 : Clair de lune : Father Knows Last épisode 4.7
- 1988 : Clair de lune : Here's Living with You, Kid épisode 4.13
- 1988 : L'instinct d'une mère, TV
- 1988 : Strip-tease fatal, TV
- 1988 : Les Orages de la Guerre
- 1989 : Clair de lune : Take My Wife, for Example épisode 5.6